# تاونات
تَوْنَات هي مدينة تقع في في منطقة جبال الريف في شمال المغرب وهي عاصمة إقليم تاونات، بجهة فاس مكناس. بلغ عدد سكان المدينة 37,616 نسمة حسب تعداد المغرب عام 2014.

## الاسم
كلمة تاونات هي كلمة عربية فينيقية الأصل من تانيت أو تانيتا و تعني المرأة أو بلاد المرأة في أصلها، قيل إنها تعني جبالة أي سكان الجبال، وهي التسمية المرتبطة بالطبيعة الجغرافية للمنطقة، وقيل: إنها تعني المكان العالي لمراقبة العدو، ففي المغرب كثيرة هي المناطق التي أخذت اسم بما وُجد فيها من أشياء، وحسب رأي الأستاذ أحمد بونيف الباحث في الثقافة البربري، فإن أصل الكلمة باللهجة الشلحة هو تانوَّالت، وربما حُرِّفت وأصبحت تنطق تاونات، وتانوَّالت انتقلت إلى العربية المحلية لتصبح نْوالة، وهي كوخ abri يبنى من أغصان الأشجار وأوراقها، وهي مخبأ يتخذ في الغالب للحراسة والمراقبة، وقد يكون أطلق عليها هذا الاسم خلال المعارك القديمة.
وقيل إن معناها “العقبة”، وقيل إن أصلها:”نْطُو ونِيتْ” وتعني “اصعد وانزِل” وربما خُففت وحرفت حتى أصبحت تُنْطقُ هكذا، وقد يكون هذا هو اسمها الأصلي لأنها منطقة تقع على تل كما أشرتُ سابقا، فالذي يريد أن يصل إلى رأس هذا التل من كل جانب لا بد له من صعود إليه بمشقة، ومن يكن على هذا التل ويريد الذهاب إلى مكان آخر غيرِهِ لا بد له من نزول منه.
وتُسمى هذه المنطقة في كتب التاريخ القديمة بـ”مزيات، ومزاتة، ومزياتة”، يقول ابن خلدون رحمه الله:”مزاتة، ومزيات أو مزياتة تجَمُّعٌ قبلي ينحدر من بطون أَوْربة، توجد في حوض ورغة، وتحديدا على الضفة اليسرى لهذا الوادي”1، وقال أيضا:” وفتح أبو القاسم بلد مزاتة ومطماطة وهوارة”2.
وذكرها صاحب التشوف إلى رجال التصوف عند ترجمة لأبي زيد عبد الرحمان بن هبة الله رحمه الله فبيَّن أنه: “من أهل ورغة من بلد مزياتة”3. وضريح هذا الولي الصالح يقع بالمنطقة التي تحمل اليوم اسم: تاونات.
وقد يكون سبب إطلاق هذه الأسماء “مزيات، و مزاتة، ومزياتة” عليها هو وجود أشجار الزيتون بها من قديم، ولاشتهار أهلها بإنتاجهم للزيت وبيعه كما تذكر بعض المصادر، والمتأمل في حقيقة هذا الأمر يجد أن شجر الزيتون وُجد بها من قديم، بخلاف المناطق المحيطة بها فلم يُغرس فيها إلا منذ أمد قريب.
و يلاحظ زائر مدينة تاونات وجود مرتفعات ومنحدرات من كل جهات المدينة تجعل من المدينة عقبة كبيرة.

## تاريخ
يعودُ تاريخ تاونات إلى زمن الموحدين؛ ففي ذلك الوقت غادرت قبائل مزيات والجاية ورغيوة منطقة زرهون بالقرب من مكناس لتستقر بموقع تاونات الحالي. تتميز تاونات بعدة قصبات أشهرها قصبة جبل أمركو التي تشهدُ على مرور المرابطين.

## جغرافيا
تقعُ تاونات في جنوب جبال الريف جنوب غرب جهة فاس-مكناس. يحدُّ المدينة الحسيمة و‌شفشاون من الشمال، فاس من الجنوب، وتازة من الشرق ثم إقليم سيدي قاسم من الغرب.

## بنية تحتية
بحلول عام 2016؛ أعلنت الحكومة المغربيّة عن خطة تطوير الطرق السريعة التي من المتوقع أن تكتمل بحلول عام 2035 حيثُ ستفيد منطقة تاونات من هذه الخطّة من خلال تطوير الطريق السريع الذي يُطلق عليه اسمَ «محور فاس تاونات». يوجدُ غرب تاونات سد الوحدة على واد ورغة، وهو أكبرُ سدٍّ في المغرب وثاني أكبر سد في أفريقيا.

## اقتصاد
يُركّز اقتصاد تاونات على القطاع الزراعي وخاصّةً زراعة التين، بالإضافةِ إلى زراعة الكرز والكمثرى والتفاح والزيتون أيضًا. تُعتبر الماشية وإنتاج الحبوب والأخشاب من الصناعات المُهمَّة في المدينة أيضًا، ونفس الأمر بالنسبة للحشيش الذي يعرفُ تواجدًا كثيفًا في المنطقة من حيثُ الزراعة والتجارة فيه.
كانت تاونات مُجرَّد مركزٍ قروي تابع لمدينة فاس إلى أن تم تعيينها مركزا للإقليم سنة 1977؛ وهي مدينة متواضعة اقتصاديًا حيث أنه ورغم مرور أزيد من 40 سنة على تعيينها مركزًا للإقليم، إلا أن حجمها ظل صغيرًا ولم تعرف توسعًا مقارنة بمناطق أخرى.

## الحضارة
تضمُّ مدينة تاونات خليطًا من القوميات والأعراق بما في ذلك العرب و‌الأمازيغ وغيرهم؛ كما يتحدث سُكان بالمدينة باللهجة العامّة في الغالب بالإضافةِ إلى حديثهم باللغة الأمازيغية أو الريفية ولغات أخرى مُختلطة أو مشترَكة. تُعد تاونات أيضًا موطنَ مهرجان التين السنوي الذي تُنظمه المديرية الإقليمية للزراعة في فاس- مكناس حيثُ يتضمَّن المهرجان عرض العديد من أنواع التين.

## مناطق مشهورة
هذه قائمة مُصغَّرة بأشهر المناطق في مدينة تاونات ونواحيها:
- بوعادل
- تيغدين
- الورتزاغ
- قلاع تاونات

## قصبات مشهورة

### قصبة أمركو
تعتبر قصبة أمركو واحدة من مجموعة التحصينات الدفاعية التي بناها المرابطون (1056-1147) لمواجهة القوى الموحدية المعارضة، حيث كانت على رأس الخط الدفاعي لمواجهة الهجوم الموحدي في منتصف القرن 12 م.
تعتبر قصبة أمركو، نموذجا فريدا بتصميمها وتنظيم مجالها وتقنيات بنائها. فقد بنيت أساسا بالحجر أو الدبش المقطع. ويتخذ تصميمها شكلا مستطيلا يغطي كل المساحة التي تعلو المرتفع الصخري الذي تجثم عليه.
ويذكر هذا الموقع الدفاعي بمجموعة من القلاع الأندلسية والمغربية والمتوسطية المشابهة كقصر سحيون في سوريا، الذي بناه الصليبيون في القرن 12 م، كما أن علماء الآثار ومؤرخو الفن يلمسون في دراستهم لهاته القصبة أثر تأثير العمارة العسكرية الأوروبية المعاصرة للفترة المرابطية. وهذا يرجع الى وجود الكتيبة المسيحية ضمن الجيش المرابطي، ويحتمل أن يكونوا هم من بنوها.
كما تمتد قصبة أمركو على طول 225 مترا وعرض 62 مترا، حيث تمتد أسوارها على خط تضاريس المرتفع الذي بنيت عليه لمضاعفة الزوايا المحصنة التي يدافع عنها اثنا عشرة برجا مختلفة الأبعاد حسب موقع كل برج. ويختلف قطر كل منها باختلاف اتساع النقاط التي بنيت عليها ما يوفر تحكما في الدفاع عن أطراف الجدران.
وقد بنيت قصبة أمركو على جوانب الجبل مستفيدة من شتى الانحدارات، ويمكن الولوج إلى داخل القصبة عبر أبواب ذوات مداخل مستقيمة. فالباب الرئيسي لداخل القصبة يِؤدي إلى قاعة أولى مستطيلة الشكل في الشمال، ثم على القاعة الثانية المربعة الشكل في الجزء الجنوبي- الشرقي. في وسط القصبة، توجد بناية ثالثة على شكل محرز يحوم الاعتقاد بكونها خصصت لسكن قائد الحامية. ويحيط بهذا المحرز برجان إضافيان، وفي الداخل توجد آثار العديد من المطامير، أما بالنسبة لإمداد القصبة بالماء، فيبدو أن هناك جبا لتخزين المياه بُني في الجزء الجنوبي- الشرقي للساحة الوسطى الكبيرة.

## المعطيات البشرية
يبلغ عدد سكان الإقليم 662.246 نسمة حسب الإحصاء العام للسكان والسكنى لسنة 2014، منهم 583.102 يقطنون بالمجال القروي بنسبة 88 %، و79.063 حضريون بكثافة سكانية تقدر ب 118,6 ن/كلم² ، يتوزعون على 1600 دوارا. وتنحدر ساكنة الإقليم من عدة فروع قبلية أهمها :
- دائرة تاونات : مؤلفة من قبائل صنهاجة وامتيوة ومزيات وارغيوة ومزراوة ومرنيسة
- دائرة غفساي : تضم قبائل بني زروال والجاية وسلاس وبني ورياكل
- دائرة قرية ابا محمد : : تتكون من قبائل اشراكة وفشتالة وأولاد عيسى واحجاوة
- دائرة تيسة : : تضم قبائل الحياينة[18]

### أعلام

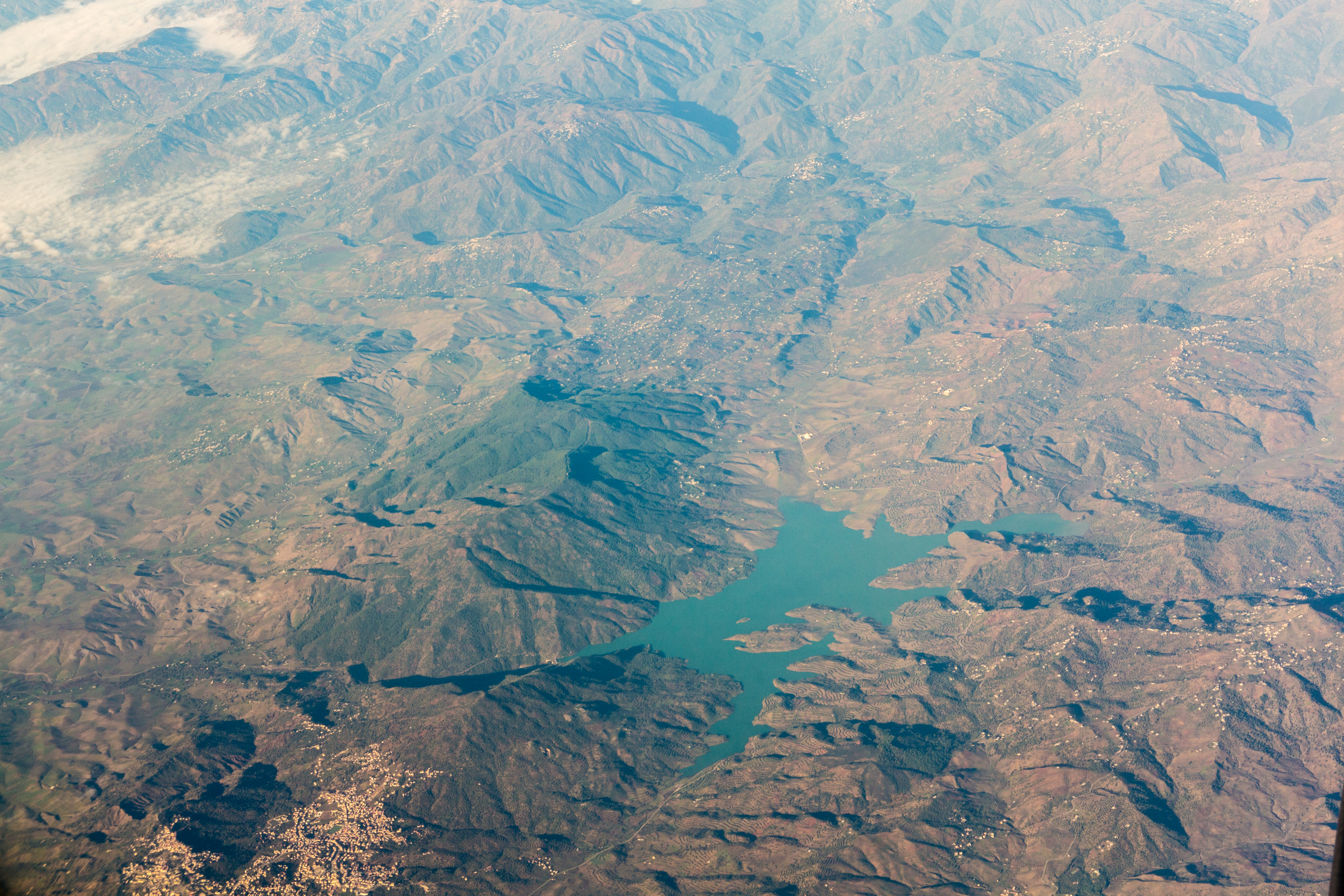
صورة جويّة مُتلقطة في عام 2014 لسدّ الساهلة على مقربةٍ من مدينة تاونات

هذه قائمة بمشاهير المدينة؛ مع ملاحظة أن بعض الأسماء مولودة في فاس أو النواحي لكنّ أصولهم تعودُ لمدينة تاونات:
- مصطفى الباكوري: رجل أعمال، مهندس وسياسي
- بوشتة الحياني: رسَّام
- فاطمة المرنيسي: كاتبة وناشطة حقوقيّة
- محمد عبو: سياسي ومهندس ورجل أعمال
- إدريس الأزمي الإدريسي: سياسي ورجل اقتصاد
- ناصر بوريطة: وزير الشؤون الخارجية والتعاون الدولي
- حسن الشرفي: مسؤول سامي في وزارة الداخلية، شغل مناصب إدارية مختلفة.
- ادريس مرون: سياسي ورجل أعمال
- إدريس اليزمي: سياسي وناشط حقوقي
- أحمد الميداوي: وزير الداخلية سابقًا
- محمد مجاهد: طبيب وسياسي وأحد مؤسّسي الحزب الاشتراكي الموحَّد
- رشيد اليزمي: مهندس وعالم فيزيائي
- رشيد عزوزي: لاعب كرة قدم سابقًا
- إبراهيم البحري: لاعب كرة قدم
- وداد إلما: ممثلة
- أحمد المرزوقي: ضابط سابق و معتقل سياسي